# کد نیمه‌چندریخت
یک کد نیمه‌چندریخت (اُلیگومورفیک یا  نیمه پلی‌مورفیک)، یک  ویروس کد شده‌است که تعداد اندکی حلقه بازگشایی متفاوت برای استفاده در دست دارد. به عنوان مثال، ویروس Whale، ۳۰ نمونه رمزگشای مختلف و ویروس Memorial، ۹۶ نمونه رمزگشا دارد.
از دیدگاه کشف ویروس، نیمه‌چندریخت بودن، فقط کمی تشخیص ویروس را سخت‌تر می‌کند. به جای جستجوی یک حلقه رمزگشا در ویروس، نرم‌افزار ضد ویروس باید همهٔ حلقه‌های رمزگشایی موجود برای ویروس را بشناسد و آن‌ها را در فایل در حال جستجو، بررسی کند.